# Trần trung não
Trần trung não (tiếng Anh: Midbrain tegmentum) là một phần của trung não. Trần trung não có giới hạn từ chất đen đến cống não theo thiết đồ cắt ngang trung não. Nó tạo thành sàn trung não bao quanh phần dưới cống não và sàn não thất IV trong khi mái trung não tạo thành mái não thất IV. Trần chứa một tập hợp các vùng và nhân có các chức năng liên quan đến chuyển động và cảm giác đau. Cấu trúc chung của trần trung não gồm nhân đỏ và chất xám quanh cống não.

Dải Nigrostriatal và Dải Mesocortical trong hệ thống dẫn truyền thần kinh Dopaminergic

Không giống như mái trung não (là một cấu trúc chức năng cảm giác nằm ở phía sau), trần trung não nằm ở phía trước có chức năng vận động. Trong trần trung não, nhân đỏ chịu trách nhiệm điều phối vận động (đặc biệt cho chuyển động chân tay) và chất xám quanh cống não (PAG) chứa các sợi quan trọng để điều chỉnh phản ứng hành vi với cơn đau đớn. Chất đen tạo cảm giác được "khen thưởng" khi gặp các điều kiện theo ý thích. Ngoài ra, chất đen hình thành các kết nối đối ứng với hạch nền, có mối tương quan cao với chức năng vận động và chức năng học tập.

## Cấu tạo
Phía sau trần, trong chất xám bao quanh cống não, ở trước, và hai bên đường giữa có các nhân thần kinh ròng rọc (thần kinh IV) (trên thiết đồ qua gò dưới); hay nhân thần kinh vận nhãn (thần kinh III) (trên thiết đồ qua gò trên).
Phần trước - bên trần, có các dải chất trắng trải từ trong ra ngoài, gồm: băng giữa (lemiscus medialis), dải tủy nội đồi (hay hệ thống trước bên, anterolateral system), và băng bên (lemniscus lateralis).
Phần giữa trần, giữa chất xám quanh cống não và các dải chất trắng ở trước bên là chất lưới. Trong chất lưới:
- Phía sau, tại vị trí trước nhân dây III (hay dây IV), có bó dọc trong (fasciculus medialis longitudinalis).
- Phía trước, trân các thiết đồ qua phần trên trung não, mỗi bên có một nhân đỏ; đỏ vì được cấp máu phong phú, và trong thân tế bào có các nơron chứa sắc tố sắt. Nhân đỏ nhận các sợi đến từ tiểu não và vỏ đại não, nhiều sợi bắt chéo từ cuống tiểu não trên. Các sợi đi ra từ nhân đỏ bắ chéo đường giữa sang bên đối diện, để đi xuống hành tủy và tủy sống, tạo nên các dải đỏ - hành và dải đỏ - tủy (tractus rubro-bulbaris, tractus rubrospinalis), ảnh hưởng đến hoạt động của các nơron vận động các cơ xương.
- Phần trung tâm, trên các thiết đồ qua phần dưới trung não, còn có nhiều bó bắt chéo đường giữa với các bó bên đối diện. Trong số đó có bắt chéo cuống tiểu não trên (decussatio pedunculorum cerebellarium superiorum), ở dưới mứa các nhân đỏ; Bắt chéo của dải mái tủy (tractus tectospinalis) là bắt chéo trần sau (decussatio tegmentalis dorsalis); và bắt chéo của dải đỏ tủy (tractus rubro-spinalis) là bắt chéo trần trước (decussatio tegmentalis ventralis).[2]